# 伊日娜·哈伊科娃
伊日娜·哈伊科娃（捷克語：Jiřina Hájková，1954年1月31日—），捷克女子曲棍球运动员。她曾代表捷克斯洛伐克国家队参加1980年夏季奥林匹克运动会曲棍球比赛，获得一枚银牌。